# Göttlesbrunn-Arbesthal
Göttlesbrunn-Arbesthal ist eine Gemeinde mit 1489 Einwohnern (Stand 1. Jänner 2025) im Bezirk Bruck an der Leitha in Niederösterreich.

## Geographie

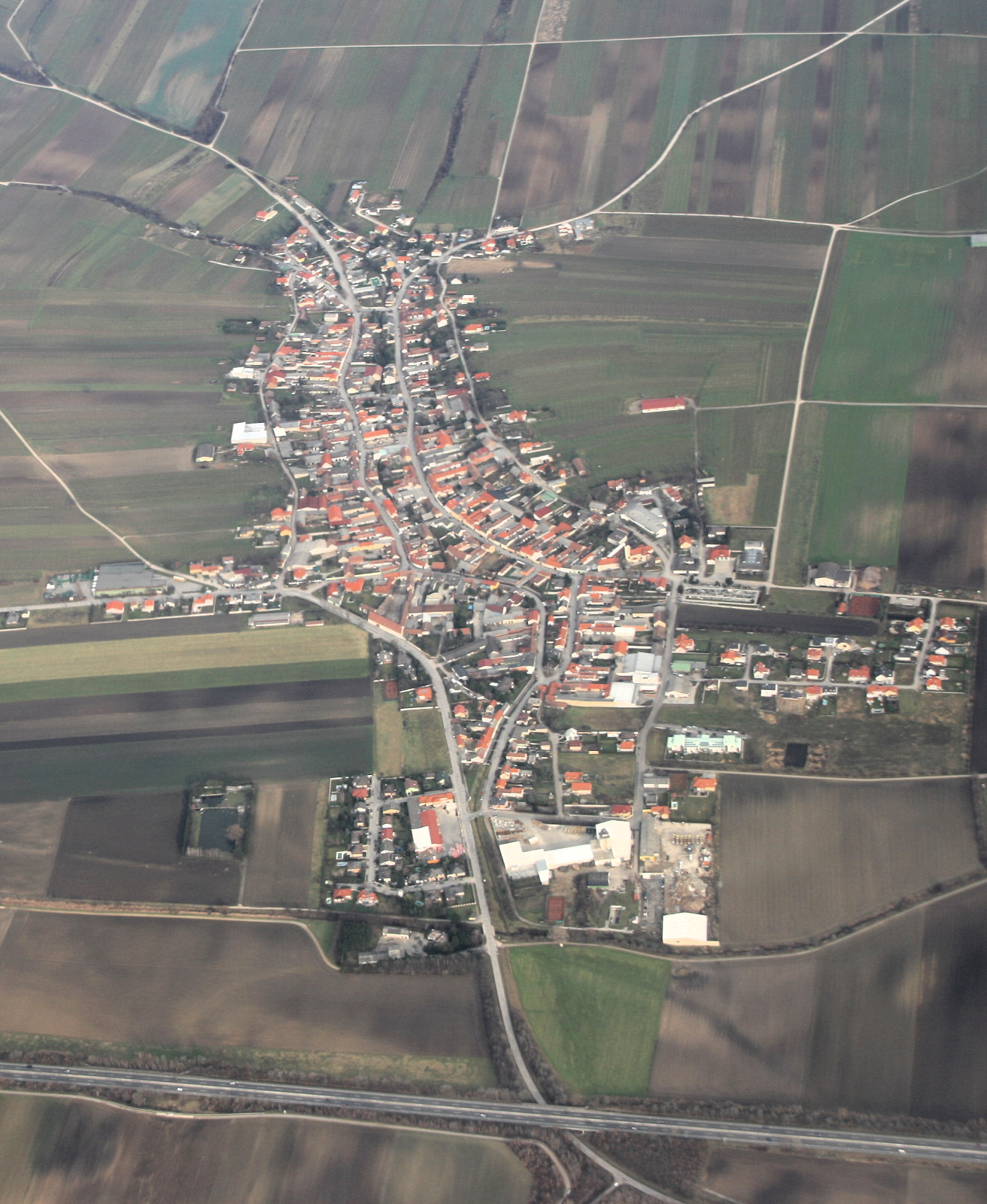
Luftaufnahme von Göttlesbrunn

Göttlesbrunn liegt im Norden von Bruck an der Leitha, um 1873 (Aufnahmeblatt der Landesaufnahme)

Der Norden von Göttlesbrunn

Göttlesbrunn-Arbesthal liegt im Industrieviertel in Niederösterreich etwa in der Mitte zwischen den Städten Wien und Bratislava. Die Gemeinde liegt in der Senke des Göttlesbrunner Baches, der in einer Meereshöhe von 160 Meter nach Osten fließt. Umrahmt ist das Tal von bewaldeten Höhen. Die höchsten Erhebungen liegen mit dem Gugelberg (257 m) und dem Schüttenberg (284 m) im Norden.
Die Fläche der Gemeinde umfasst 26,25 Quadratkilometer. Davon sind 58 Prozent landwirtschaftliche Nutzfläche, 13 Prozent Weingärten und 19 Prozent der Fläche sind bewaldet.

### Gemeindegliederung
Das Gemeindegebiet umfasst folgende zwei Ortschaften (in Klammern Einwohnerzahl Stand 1. Jänner 2025):
- Arbesthal (505)
- Göttlesbrunn (984)

Die Gemeinde besteht aus den Katastralgemeinden Arbesthal und Göttlesbrunn.

### Eingemeindungen
1971 wurden die Gemeinden Arbesthal und Göttlesbrunn zusammengelegt.

### Nachbargemeinden
|                              | Haslau-Maria Ellend                         |         |
| Enzersdorf an der Fischa     | Kompassrose, die auf Nachbargemeinden zeigt | Höflein |
| Trautmannsdorf an der Leitha | Bruck an der Leitha                         |         |

## Geschichte
Auf eine bereits in der Steinzeit erfolgte Besiedelung des heutigen Göttlesbrunn weisen neolithische Fundstücke hin, die in die Zeit von ca. 3000 v. Chr. datiert wurden. Aus einem Grab der frühen Bronzezeit (2000 v. Chr.) konnten ein Doppelhenkelgefäß, Tongefäße und -scherben sowie diverse Bronzespiralen geborgen werden. Aus keltischer und römischer Zeit stammen mehrere Plattengräber, die zumeist bei Ackerarbeiten zutage gekommen waren, ebenso ein mittelalterlicher Schatzfund – ein vergrabener Topf mit an die 4000 Stück Silber- und Goldmünzen.

### Mittelalter
Zur Zeit Karls des Großen kamen Bauern ins Land, die Rodungen vornahmen und begannen, Kulturland zu schaffen. Diese erste Besiedlung, mit der die Christianisierung einherging, fand mit der vernichtenden Niederlage des bayerischen Heeres gegen die Ungarn im Jahr 907 ein jähes Ende. Erst 955, nachdem die Ungarn bei der Schlacht auf dem Lechfeld endgültig besiegt worden waren, wurden die Besitztitel der Karolingerzeit wieder aufgenommen.
Im Jahr 1083 scheint der frühere Name von Arbesthal „Arawezital“ zum ersten Mal in einer Urkunde auf. Die erste urkundliche Erwähnung von Göttlesbrunn stammt aus dem Jahr 1239, jedoch dürfte die Gründung des Ortes viel früher erfolgt sein. Da man bei Neusiedlungen Gebiete suchte, wo es Quellen gab, spielte die heute noch bekannte Quelle „Jägerbründl“ für die Ortsentstehung eine große Rolle. Dieser Umstand ist auch aus der Entstehung des Ortsnamens ersichtlich: „Gotinsprun“ (bis 1239), „Gotesprune“, „Goteinsprun“, „Gödelsprunn“ und schließlich ab 1675 „Göttlesbrunn“. Im Mittelalter tauchen die „Ritter von Götespruner“ auf, die in der späteren Ortsgeschichte immer wieder aufscheinen. Um 1329 gehörte ein Teil des Ortes zur Herrschaft der Brüder von Stadeck, die später in der Grafschaft von Rohrau aufgehen sollte, welche in der Folgezeit das Schicksal von Göttlesbrunn wesentlich prägte. Über einen Teil des Ortes sowie über Arbesthal übte das Stift Göttweig seine Lehensgrundherrschaft aus. Von 1524 bis zur Bauernbefreiung von 1848 blieb der Ort mit der Familie der Ritter von Harrach verknüpft.

### Neuzeit
In der Reformationszeit blieb Göttlesbrunn katholisch, während Arbesthal – von Trautmannsdorf aus reformiert – bis 1584 evangelisch war. Im Laufe der Ersten Wiener Türkenbelagerung 1529, vor allem aber während des Rückzuges, wurden Göttlesbrunn und Arbesthal verwüstet. Die Bewohner flüchteten, sofern möglich, in Verstecke oder in den Wald, wo sie den Rückzug abwarteten. Noch heute heißt ein solcher Waldteil aus alter Überlieferung „Zitterdörfl“. Kaum waren die Schrecken des Türkeneinbruchs überwunden, kam es 1575 zum Ausbruch der Pest. In der Folge war die Bevölkerung immer wieder Militäreinquartierungen und Requirierungen ausgesetzt.
1602 brannten Soldaten den Ort mehr als zur Hälfte nieder. 1606 wurde die Bevölkerung von den aufständischen Scharen des siebenbürgischen Fürsten Bocskay geplündert. Kaum hatten sich die geplagten Orte einigermaßen erholt, fiel 1621 mit Bethlen Gabor wieder ein Fürst Siebenbürgens in Niederösterreich ein. Göttlesbrunn wurde dabei mit Ausnahme der Kirche zur Gänze niedergebrannt. Das gleiche Schicksal ereilte die beiden Ortschaften während der Zweiten Wiener Türkenbelagerung 1683. Mit dem Einbruch der Kuruzen 1705 wurden Göttlesbrunn und Arbesthal abermals verwüstet und viele Bewohner getötet. Der anschließende Wiederaufbau war jetzt nur mehr mit Hilfe der Grundherrschaft möglich. 1805 wurde der gesamte Bezirk Bruck von napoleonischen Truppen besetzt. Die Bevölkerung musste der französischen Armee Lebensmittel und vieles Andere liefern, doch blieben die Schäden und Lasten der Besetzung erträglich. Erst 1809 kam es zu ausgedehnten Plünderungen. 1831 brach erstmals die Cholera über die geplagte Ortsbevölkerung herein.
Im Zuge der Revolution von 1848 kam es wieder zu zahlreichen Einquartierungen im Ort, ebenso im Krieg von 1866. Im Jahr 1885 erhielt Göttlesbrunn Marktrechte.
Mit dem Ersten Weltkrieg und dem Zusammenbruch der Monarchie kehrte abermals materielle Not unter der Bevölkerung ein. Die 1920er und 1930er Jahre waren von einer schweren Wirtschaftskrise und politischen Unruhen überschattet.

### Bevölkerungsentwicklung
| Göttlesbrunn-Arbesthal: Einwohnerzahlen von 1869 bis 2025 | Göttlesbrunn-Arbesthal: Einwohnerzahlen von 1869 bis 2025 | Göttlesbrunn-Arbesthal: Einwohnerzahlen von 1869 bis 2025 | Göttlesbrunn-Arbesthal: Einwohnerzahlen von 1869 bis 2025 | Göttlesbrunn-Arbesthal: Einwohnerzahlen von 1869 bis 2025 |
| --------------------------------------------------------- | --------------------------------------------------------- | --------------------------------------------------------- | --------------------------------------------------------- | --------------------------------------------------------- |
| Jahr                                                      |                                                           |                                                           |                                                           | Einwohner                                                 |
| 1869                                                      | 1869                                                      |                                                           | 1.374                                                     | 1.374                                                     |
| 1880                                                      | 1880                                                      |                                                           | 1.438                                                     | 1.438                                                     |
| 1890                                                      | 1890                                                      |                                                           | 1.375                                                     | 1.375                                                     |
| 1900                                                      | 1900                                                      |                                                           | 1.418                                                     | 1.418                                                     |
| 1910                                                      | 1910                                                      |                                                           | 1.430                                                     | 1.430                                                     |
| 1923                                                      | 1923                                                      |                                                           | 1.400                                                     | 1.400                                                     |
| 1934                                                      | 1934                                                      |                                                           | 1.290                                                     | 1.290                                                     |
| 1939                                                      | 1939                                                      |                                                           | 1.211                                                     | 1.211                                                     |
| 1951                                                      | 1951                                                      |                                                           | 1.158                                                     | 1.158                                                     |
| 1961                                                      | 1961                                                      |                                                           | 1.077                                                     | 1.077                                                     |
| 1971                                                      | 1971                                                      |                                                           | 1.090                                                     | 1.090                                                     |
| 1981                                                      | 1981                                                      |                                                           | 1.104                                                     | 1.104                                                     |
| 1991                                                      | 1991                                                      |                                                           | 1.209                                                     | 1.209                                                     |
| 2001                                                      | 2001                                                      |                                                           | 1.311                                                     | 1.311                                                     |
| 2011                                                      | 2011                                                      |                                                           | 1.379                                                     | 1.379                                                     |
| 2021                                                      | 2021                                                      |                                                           | 1.449                                                     | 1.449                                                     |
| 2025                                                      | 2025                                                      |                                                           | 1.489                                                     | 1.489                                                     |
| Quelle(n): Statistik Austria, Gebietsstand 1.1.2021       |                                                           |                                                           |                                                           |                                                           |

## Kultur und Sehenswürdigkeiten

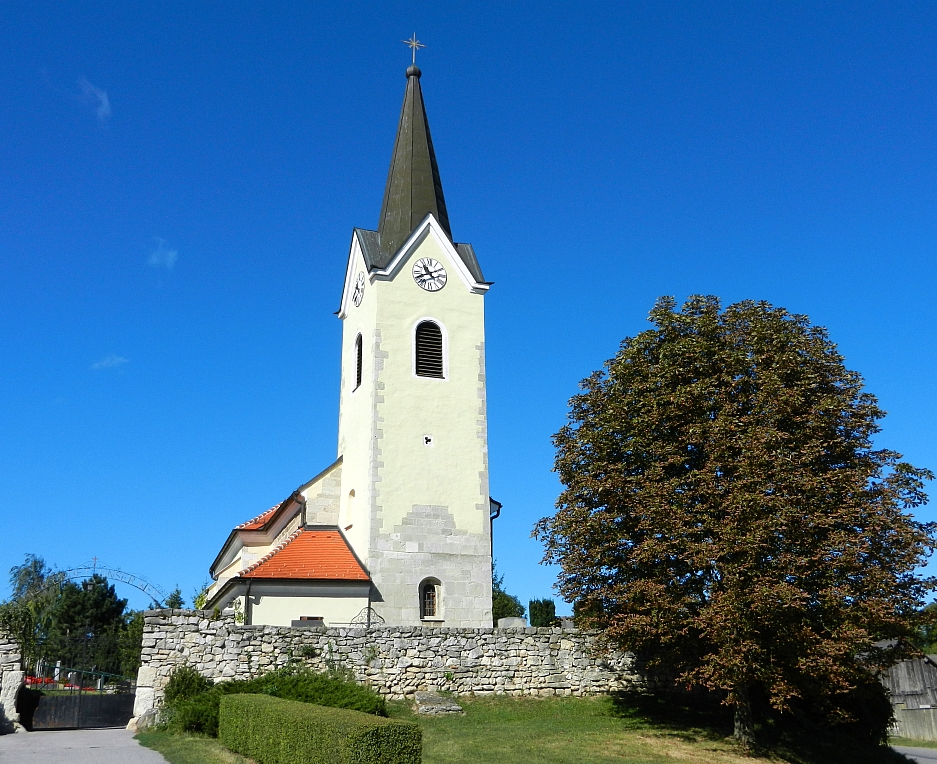
Pfarrkirche Arbesthal

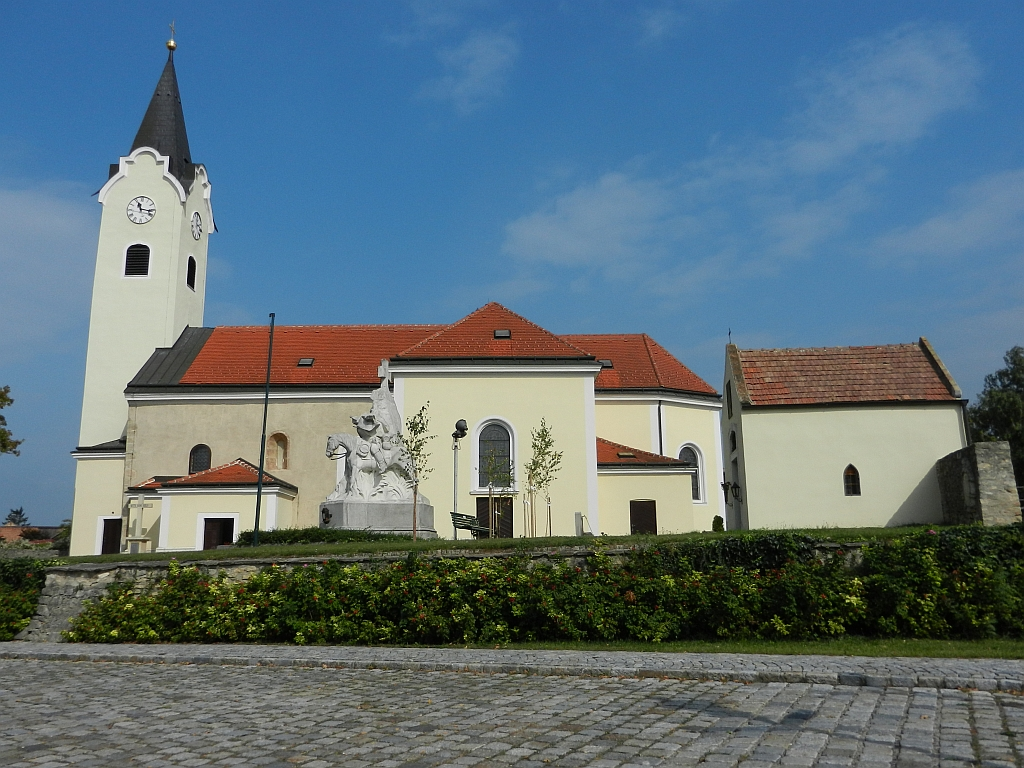
Pfarrkirche Göttlesbrunn

- Katholische Pfarrkirche Arbesthal hl. Johannes der Täufer
- Katholische Pfarrkirche Göttlesbrunn Hll. Philippus und Jakobus

## Wirtschaft und Infrastruktur
Nichtlandwirtschaftliche Arbeitsstätten gab es im Jahr 2001 57, land- und forstwirtschaftliche Betriebe nach der Erhebung 1999 129. Die Zahl der Erwerbstätigen am Wohnort betrug nach der Volkszählung 2001 654. Die Erwerbsquote lag 2001 bei 50,64 %, Arbeitslose gab es am Ort im Jahresdurchschnitt 2003 16.
Von den landwirtschaftlichen Betrieben widmet sich ein Großteil dem Weinbau.
Die beiden Orte liegen an der Landesstraße 166 sowie nahe der Ostautobahn A 4. Dort befindet sich die Raststation Göttlesbrunn.
Durch Göttlesbrunn führt der von Frauenkirchen kommende und bis zur Einbindung in den Jakobsweg Österreich in Haslau-Maria Ellend überwiegend im Burgenland verlaufenden Jakobsweg Burgenland.

### Sport
Der SC Göttlesbrunn-Arbesthal spielte 2014/2015 und mit 2016/2017 in der 1. Klasse Ost im Niederösterreichischen Fußballverband.

## Politik

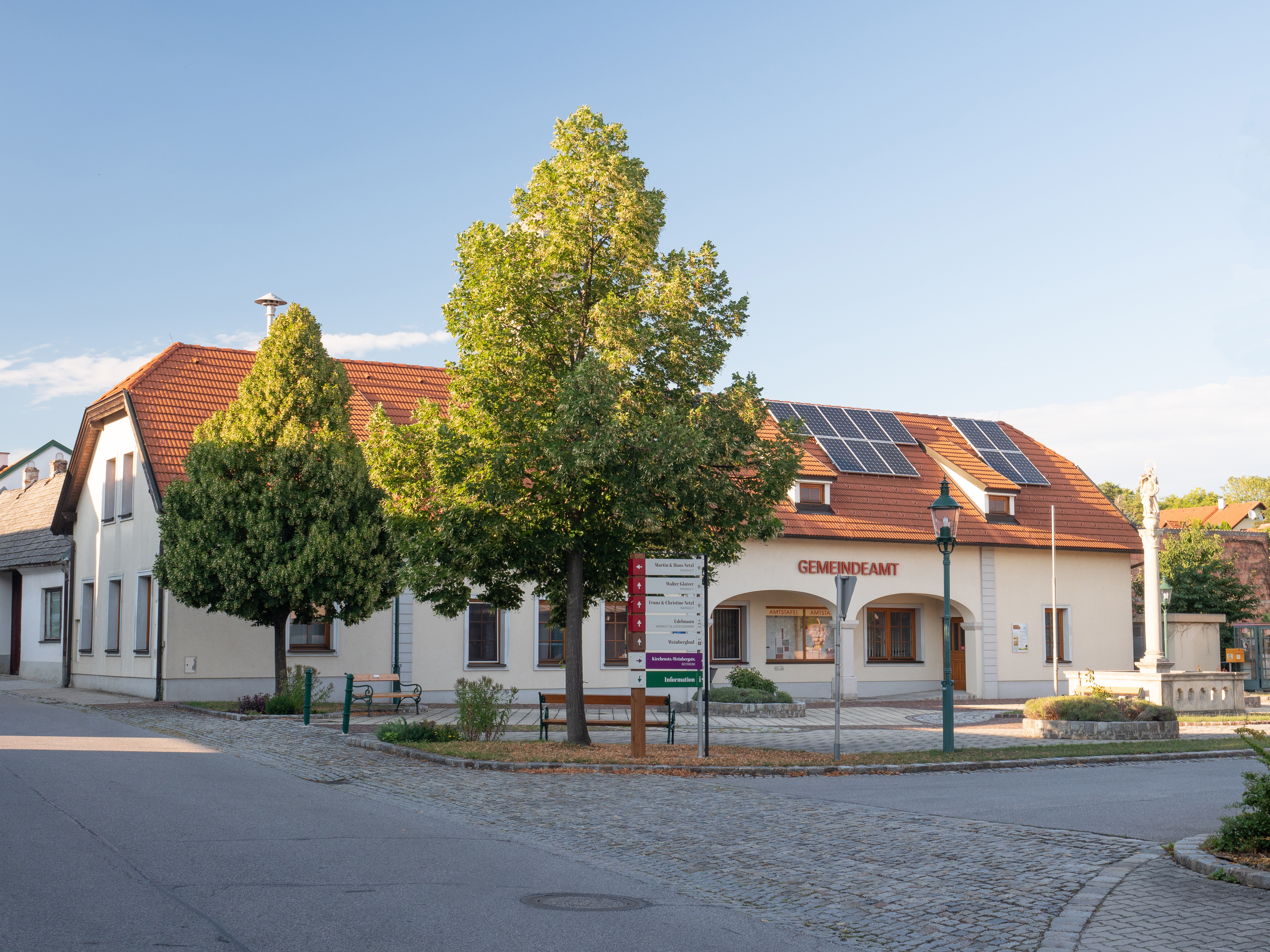
Gemeindeamt

### Gemeinderat
Der Gemeinderat besteht aus 19 Mitgliedern.
- Nach den Gemeinderatswahlen in Niederösterreich 1990 hatte der Gemeinderat folgende Verteilung: 14 ÖVP  und 5 SPÖ.
- Nach den Gemeinderatswahlen in Niederösterreich 1995 hatte der Gemeinderat folgende Verteilung: 14 ÖVP  und 5 SPÖ.[5]
- Nach den Gemeinderatswahlen in Niederösterreich 2000 hatte der Gemeinderat folgende Verteilung: 16 ÖVP und 3 SPÖ.[6]
- Nach den Gemeinderatswahlen in Niederösterreich 2005 hatte der Gemeinderat folgende Verteilung: 13 ÖVP und 6 SPÖ.[7]
- Nach den Gemeinderatswahlen in Niederösterreich 2010 hatte der Gemeinderat folgende Verteilung: 16 ÖVP und 3 SPÖ.[8]
- Nach den Gemeinderatswahlen in Niederösterreich 2015 hatte der Gemeinderat folgende Verteilung: 16 ÖVP und 3 SPÖ.[9]
- Nach den Gemeinderatswahlen in Niederösterreich 2020 hatte der Gemeinderat folgende Verteilung: 17 ÖVP und 2 SPÖ.[10]
- Nach den Gemeinderatswahlen in Niederösterreich 2025 hat der Gemeinderat folgende Verteilung: 17 ÖVP und 2 SPÖ.[11]

### Bürgermeister
- bis 2007 Walter Glatzer (ÖVP)
- seit 2008 Franz Glock (ÖVP)[12]

## Persönlichkeiten
- Bruno Heinrich (1908–1992), Zisterzienser, Abt vom Stift Stams, Pfarrer in Göttlesbrunn